# ان‌جی‌سی ۶۱۰۴
ان‌جی‌سی ۶۱۰۴ (انگلیسی: NGC 6104) نام یک کهکشان مارپیچی میله‌ای است.